# The Messenger (Johnny Marr)
The Messenger è il primo album discografico da solista del musicista inglese Johnny Marr (membro dei The Smiths). L'album è uscito nel febbraio 2013.

## Tracce
1. The Right Thing Right – 3:41
2. I Want the Heartbeat – 2:47
3. European Me – 3:56
4. Upstarts – 3:38
5. Lockdown – 3:58
6. The Messenger – 4:29
7. Generate! Generate! – 4:21
8. Say Demesne – 5:37
9. Sun and Moon – 3:23
10. The Crack Up – 3:52
11. New Town Velocity – 5:11
12. Word Starts Attack – 3:29